# Anis Amira Rosidi
Anis Amira Rosidi, née le 20 janvier 1998 à Kangar (Malaisie), est une coureuse cycliste malaisienne. Elle pratique le cyclisme sur piste.

## Palmarès

### Championnats du monde
- Saint-Quentin-en-Yvelines 2022
  - 10e de la vitesse par équipes
  - 19e du keirin

### Coupe des nations
- 2021
  - 2e du classement général du 500 mètres
  - 2e du classement général de la vitesse
  - 3e du 500 mètres à Hong Kong
  - 6e du classement général du Keirin

### Championnats d'Asie
- Astana 2014
  -  Médaillée de bronze de la poursuite juniors
- Jincheon 2020
  -  Médaillée de bronze de la vitesse par équipes
- New Delhi 2024
  -  Médaillée d'argent de la vitesse par équipes
  -  Médaillée de bronze du keirin
- Nilai 2025
  -  Médaillée d'argent de la vitesse par équipes

### Jeux asiatiques
- Hangzhou 2022
  -  Médaillée de bronze de la vitesse par équipes

### Championnats nationaux
- Championne de Malaisie de vitesse par équipes : 2019
- Championne de Malaisie du 500 mètres : 2022
- Championne de Malaisie du keirin : 2022

### Autres
- 2019
  - Taiwan Track International Classic (Keirin et vitesse par équipes)
  - China Track Event (Keirin)
- 2021
  - 3e de Hong Kong Track (500 métres)
- 2022
  - Coupe d'Asie étape de Malaisie (Vitesse et vitesse par équipes)